# Crematogaster diffusa
Crematogaster diffusa är en myrart som först beskrevs av Jerdon 1851.  Crematogaster diffusa ingår i släktet Crematogaster och familjen myror. Inga underarter finns listade i Catalogue of Life.